# Crnovodna rijeka
Crnovodna rijeka je vrsta rijeke sa sporotekućim kanalom koji teče kroz šumske močvare ili močvarna područja. Kako vegetacija trune, tanini se ispuštaju u vodu, stvarajući prozirnu, kiselu vodu koja je tamno obojena, nalik crnom čaju. Većina glavnih rijeka s crnom vodom nalazi se u slijevu Amazone i na jugu Sjedinjenih Država. Izraz se koristi u fluvijalnim studijama, geologiji, geografiji, ekologiji i biologiji. Nisu sve tamne rijeke crnovodne u tom tehničkom smislu. Neke rijeke u umjerenim krajevima, koje se slivaju ili teku kroz područja tamno crne ilovače, jednostavno su crne zbog boje tla; ove rijeke su rijeke crnog blata. Postoje i estuariji crnog blata. 
Crnovodne rijeke manje su bogate hranjivim tvarima od bijelovodnih rijeka i imaju koncentracije iona veće od kišnice. Jedinstveni uvjeti dovode do flore i faune koji se razlikuju od bijelovodnih i bistrovodnih rijeka. Razvrstavanje amazonskih rijeka u crnu, bistru i bijelu vodu prvi je predložio Alfred Russel Wallace 1853. godine na temelju boje vode, ali tipove je jasnije definirao po kemijskom i fizikalnom kriteriju Harald Sioli od 1950-ih do 1980-ih. Iako mnoge rijeke Amazonije spadaju u jednu od tih kategorija, druge pokazuju kombinaciju karakteristika i mogu varirati ovisno o sezoni i razini poplave.

## Usporedba bijelih i crnih voda
|                                        | Solimões ili Amazona - bijela voda | Rio Negro - Crna voda |
| -------------------------------------- | ---------------------------------- | --------------------- |
| Na (mg / L)                            | 2,3 ± 0,8                          | 0,380 ± 0,124         |
| K (mg / L)                             | 0,9 ± 0,2                          | 0,327 ± 0,107         |
| Mg (mg / L)                            | 1,1 ± 0,2                          | 0,114 ± 0,035         |
| Ca (mg / l)                            | 7,2 ± 1,6                          | 0,212 ± 0,066         |
| Cl (mg / L)                            | 3,1 ± 2,1                          | 1,7 ± 0,7             |
| Si (mg / L)                            | 4,0 ± 0,9                          | 2,0 ± 0,5             |
| Sr (μg / L)                            | 37,8 ± 8,8                         | 3,6 ± 1,0             |
| Ba (µg / L)                            | 22,7 ± 5,9                         | 8,1 ± 2,1             |
| Al (μg / L)                            | 44 ± 37                            | 112 ± 29              |
| Fe (μg / L)                            | 109 ± 76                           | 178 ± 58              |
| Mn (µg / L)                            | 5,9 ± 5,1                          | 9,0 ± 2,4             |
| Cu (μg / L)                            | 2,4 ± 0,6                          | 1,8 ± 0,5             |
| Zn (μg / L)                            | 3,2 ± 1,5                          | 4,1 ± 1,8             |
| Vodljivost                             | 57 ± 8                             | 9 ± 2                 |
| pH                                     | 6,9 ± 0,4                          | 5,1 ± 0,6             |
| Ukupno P (µg / L)                      | 105 ± 58                           | 25 ± 17               |
| Ukupni C (mg / L)                      | 13,5 ± 3,1                         | 10,5 ± 1,3            |
| HCO <sub id="mwlA">3</sub> -C (mg / L) | 6,7 ± 0,8                          | 1,7 ± 0,5             |

Crne i bijele vode značajno se razlikuju po svom ionskom sastavu, kao što je prikazano u tablici 1. Crne vode su kiselije, što rezultira koncentracijom aluminija većom od one neutralnije bijelovodne rijeke. Glavna razlika su koncentracije natrija, magnezija, kalcija i kalija ; njih je u crnim vodama vrlo malo. To ima ekološke posljedice. Nekim životinjama je potrebno više kalcija nego što je dostupno u crnim vodama, pa tako, na primjer, puževi, kojima je potrebno mnogo kalcija za izgradnju školjki, ne obiluju crnim vodama. Manjak otopljenih iona u crnim vodama rezultira niskom vodljivošću sličnom kišnici. 
Crnovodne i bijelovodne rijeke razlikuju se po planktonskoj fauni i flori. Tablice 2 i 3 uspoređuju broj planktonskih životinja uhvaćenih u lokalitetima crne i bijele vode udaljeni svega nekoliko metara. Crna voda nije bila ekstremni primjer kao sustav Rio Negro. Međutim, može se vidjeti da je crna voda zadržala veći broj kolnjaka ali manje rakova i grinja. Ovi rakovi su važna hrana za larve ribe. Zone u kojima se dvije vode miješaju privlačne su dvoljušturci mai mladim ribama. Te zone miješanja imaju mnogo životinja, što je prikazano u tablici 3, koja uspoređuje životinje u 10 litara vode.
| Skupine životinja </br> predstaviti | Crno </br> voda | mješovit </br> voda | bijela </br> voda |
| ----------------------------------- | --------------- | ------------------- | ----------------- |
| Kolnjaci                            | 284             | 23                  | 0                 |
| Rašljoticalci                       | 5               | 29                  | 43                |
| Dvoljušturci                        | 39              | 97                  | 29                |
| Calanoida                           | 11              | 51                  | 66                |
| Cyclopoida                          | 22              | 49                  | 61                |
| Chironomidae                        | 0               | 3                   | 3                 |
| Acarina (grinje)                    | 0               | 0                   | 2                 |

|                                     | Crna voda           | Crna voda | Miješana voda       | Miješana voda | bijela voda         | bijela voda |
| Skupine životinja </br> predstaviti | Otvorena </br> voda | Šuma      | Otvorena </br> voda | Šuma          | Otvorena </br> voda | Šuma        |
| ----------------------------------- | ------------------- | --------- | ------------------- | ------------- | ------------------- | ----------- |
| Volvocaceae                         | 42                  |           | 38                  |               |                     |             |
| Rotifera                            | 87                  | 5         | 34                  |               |                     |             |
| Cladocera                           | 6                   |           | 5                   |               | 8                   | 1           |
| Ostracoda                           | 2                   | 11        | 3                   |               | 7                   |             |
| Calanoida                           | 23                  | 3         | 10                  |               |                     |             |
| Cyclopoida                          | 5                   | 27        | 19                  | 1             | 13                  | 1           |
| Mysidacea                           |                     | 1         |                     |               |                     |             |
| Diptera                             |                     |           |                     |               | 1                   |             |
| Acari (grinje)                      |                     |           | 1                   |               | 1                   |             |
| Larve ribe                          |                     |           | 1                   |               | 1                   |             |

## Usporedba između bistrih i crnih voda
Crnovodne rijeke nalikuju bistrovodnim rijekama s niskom vodljivošću i relativno niskom razinom otopljenih krutih tvari, ali bistre rijeke imaju vodu koja je često samo pomalo kisela (tipična pH ~ 6,5) i vrlo bistra sa zelenkastom bojom. Glavne bistrovodne rijeke Amazonije imaju svoj izvor na brazilskoj visoravni (poput Tapajósa, Tocantina, Xingu i nekih desnih pritoka Madeire ), ali neke potječu iz Gvajanskog štita (poput Nhamundá, Paru i Araguari ).

## Crnovodne rijeke svijeta

### Porječje Amazone
- Rijeka Apaporis : pritoka rijeke Japurá
- Rijeka Arapiuns : pritoka rijeke Tapajós
- Rijeka Coari
- Rijeka Mazaruni
- Rijeka Mirití-Paraná
- Rijeka Piorini
- Rijeka Potaro : pritoka rijeke Mazaruni
- Rio Negro : najveća crnovodna rijeka na svijetu; jedna od najvećih amazonskih pritoka.
- Rijeka Tahuayo
- Rijeka Tefé
- Rijeka Uatumã
- Rijeka Urubu
- Rijeka Vaupés

### Porječje Orinoca
- Rijeka Morichal Largo
- Rijeka Atabapo : iz gorja Gvajane Venezuela zapadno u Orinoko
- Rijeka Caroní : s gorja Gvajane u Venezueli sjeverno od Orinoka.
- Rijeka Caura : iz gorja Gvajane u Venezueli sjeverno od Orinoka
- Rijeka Inírida : od sjeveroistoka Kolumbije do rijeke Guaviare koja se ulijeva u Orinoco
- Rijeka Ventuari : s istočne Venezuele na jugozapad, u Orinoco
- Rijeka Vichada : od istočne Kolumbije do Orinoka
- Rijeka Tomo : od istočne Kolumbije do Orinoka
- Rijeka Tuparro : od istočne Kolumbije do Orinoka

### Južne Sjedinjene Države
- Rijeka Ashepoo : uz rijeku Edisto i Combahee u Južnoj Karolini čini ACE Basin National Refuge.
- Veliki čempres, Crni čempres i Mali Cypress i male rijeke u slivu jezera Caddo u Teksasu i Louisiani
- Rijeka Blackwater : pritoka rijeke Chowan u Virginiji
- Rijeka Blackwater : glavna rijeka na zapadnom Floridu
- Rijeka Blackwater, Zapadna Virdžinija: Smješten u kanjonu Blackwater u okrugu Tucker. Blackwater Falls, vodopad s pet spratova, smješten je uz ovu rijeku uz brzake koji se kreću od Klase   III-V +.
- Black River : pritoka rijeke Pee Dee u Sjevernoj i Južnoj Karolini
- Cape Fear River, Sjeverna Karolina: ulijeva se u Atlantski ocean.
- Rijeka Cashie, Sjeverna Karolina: ulijeva se u Albemarle Sound.
- Rijeka Caloosahatchee, Florida : teče zapadno od jezera Okeechobee do Meksičkog zaljeva.
- Rijeka Chowan, Sjeverna Karolina: ulijeva se u Albemarle Sound.
- Rijeka Edisto, Južna Karolina: ulijeva se u Atlantski ocean.
- Econlockhatchee River, pritoka rijeke St. Johns na središnjoj Floridi.
- Reka jelena jelena : nalazi se u zapadnom Tennesseeju
- Četiri rupe močvara, pritoka rijeke Edisto u Južnoj Karolini.
- Little Manatee River, Florida: uliva se u zaljev Tampa.
- Great Coharie Creek, Sjeverna Karolina: uliva se u Crnu rijeku.
- Rijeka Little Pee Dee, Južna Karolina: ulijeva se u rijeku Pee Dee.
- Lynches River, Južna Karolina: uliva se u rijeku Pee Dee.
- Lumber / Drowning Creek : nalazi se u Sjevernoj i Južnoj Karolini. Dio Državnog parka rijeke Lumber
- Rijeka Myakka : rijeka duga 66 milja s njenim vodama u okrugu Manatee, Florida. Rijeka Myakka ispušta se u luku Charlotte.
- Rijeka Obion : nalazi se u sjeverozapadu Tennesseeja
- Ochlockonee River : rijeka na sjeveru Floride
- Rijeka Ogeechee : rijeka dužine 245 kilometara na istoku Georgije koja prolazi južno od grada Savanne i ulazi u Atlantski ocean pri zvuku Ossabaw.
- Rijeka Ohoopee : dugačak 119 kilometara (192   km) rijeka u istočnoj središnjoj Gruziji. To je pritoka rijeke Altamaha koja se ulijeva u Atlantski ocean.
- Rijeka Pasquotank : rijeka na sjeveroistoku Sjeverne Karoline. Smješten između okruga Camden i Pasquotank, Pasquotank se izravno povezuje sa zvukom Albemarle i dio je unutar obalnog plovnog puta preko Elizabeth Cityja.
- Reka mira : nalazi se na središnjoj Floridi, uliva se u luku Charlotte.
- Rijeka Pithlachascotee : mala rijeka u središnjoj Floridi
- Rijeka Pocomoke : rijeka u južnom dijelu Delawarea i jugoistočnom Marylandu na poluotoku Delmarva. Rijeka je pritoka zaljeva Chesapeake.
- Rijeka Santa Fe : rijeka na sjeveru Floride
- Rijeka Satilla : rijeka na jugoistoku Georgije koja teče kroz grad Waycross i uliva se u Atlantski ocean u blizini otoka Cumberland.
- Scuppernong River : mala rijeka u Washingtonu i okrugu Tyrrell na istoku Sjeverne Karoline u državnom parku Pettigrew
- Rijeka Sopchoppy : rijeka na sjeveru Floride
- Rijeka St. Marys (Florida-Georgia)
- Rijeka St. Johns : najveća rijeka na Floridi. Teče prema sjeveru kroz Jacksonville u Atlantik.
- Rijeka St. Sebastian, okrug Indian River, Florida.
- Rijeka Suwannee : velika rijeka u južnoj Georgiji i sjevernoj Floridi koja se uliva u Meksički zaljev
- Upper Little River, Sjeverna Karolina: uliva se u rijeku Cape Fear.
- Rijeka Gornji Nanticoke, Delaware i Maryland: uliva se u zaljev Chesapeake.
- Rijeka Waccamaw, Sjeverna i Južna Karolina: ulijeva se u Atlantski ocean.
- Rijeka White Oak, Sjeverna Karolina: ulijeva se u Atlantski ocean.
- Rijeka Wolf : nastaje u sjevernom Mississippiju i protiče kroz jugozapadni Tennessee / Memphis u rijeku Mississippi

### Sjeverne Sjedinjene Države
- Black River, New York : rijeka koja počinje na zapadnom Adirondacku koja se uliva u jezero Ontario.
- Crna rijeka (okrug Gogebić), Michigan : rijeka na krajnjem zapadnom Gornjem poluotoku koja se uliva u jezero Superior. Sjeverni dio rijeke naveden je kao Nacionalna divlja i slikovita rijeka.
- Rijeka Gooseberry : rijeka u sjevernoj Minnesoti koja izvire iz treseta i borovih šuma
- Rijeka Ocqueoc, Michigan: rijeka na sjevernom donjem poluotoku koja teče u jezeru Huron
- Rijeka Tahquamenon, Michigan : rijeka na Gornjem poluotoku koja se uliva u jezero Superior
- Rijeka Tuckahoe, New Jersey : kratka rijeka u južnom dijelu New Jerseyja koja se uliva u luku Great Egg

### Afrika
- Većina rijeka Konga i Donje Gvineje koje teku kroz prašume su crne vode.[9]
- Kongonska jezera Mai-Ndombe i Tumba su crne vode.[10]
- Rijeke Nova Kalabar i Sombreiro (obje izlaze u delti rijeke Niger ) crne su vode.[11]

### Australija
- Rijeka Gordon, Tasmanija : rijeka koja se uzdiže u središtu otoka i protiče prema zapadu, a ulazi u luku Macquarie na zapadnoj obali.
- Rijeka Pieman, Tasmanija: rijeka na zapadnoj obali koja izvire iz prašuma i zaleđa
- Davey River, Tasmania: relativno mala rijeka u jugozapadnom kutku otoka koja prolazi kroz velika područja, tresetišta i travnate ravnice
- Rijeka Noosa, Queensland : mali dio rijeke Noosa koja teče između jezera Cootharaba i jezera Cooroibah[12]

Na drugim rijekama u Australiji mogu se dogoditi rijetki 'događaji crne vode' povezani s poplavnim vodama koje se povezuju sa šumovitim poplavnim područjima, a ti događaji mogu biti povezani s hipoksičnim vodama [niskim kisikom]. Primjeri uključuju rijeku Murray, rijeku Edward, rijeku Wakool i rijeku Murrumbidgee .

### Indonezija
- Rijeka Sabangau

## Slike rijeka crnih voda
- Utok rijeke Amazon klasificiran je kao crnovodna
- Grozd ćelavih čempresa viđen u Državnom parku Trap Pond u Južnom Delaveru
- Manaus, najveći grad na rijeci Amazoni, sa NASA-inog satelitskog snimka, okružen blatnjavom rijekom Amazonije i crnovodnom Rio Negro
- Cypress slap gdje se baygall crna voda (lijevo) miješa s tipičnijim blatnjavim vodama (desno) regije. Nacionalni rezervat Big Thicket, jedinica Jack Gore Baygall, Hardin Co. Texas; 3. travnja 2020. godine